# 圣樊尚德科斯
圣樊尚德科斯（法語：Saint-Vincent-de-Cosse，法語發音：[sɛ̃ vɛ̃sɑ̃ də kɔs]）是法国多尔多涅省的一个市镇，位于该省东南部，属于萨拉拉卡内达区。

## 地理
圣樊尚德科斯（44°50'32"N, 1°7'7"E）面积7.19 平方千米，位于法国新阿基坦大区多爾多涅省，该省份为法国西南部内陆省份，是法國本土面积第三大的省，大致对应佩里戈尔地区，北起顺时针与夏朗德省、上维埃纳省、科雷兹省、洛特省、洛特-加龙省、吉倫特省和滨海夏朗德省接壤。
与圣樊尚德科斯接壤的市镇（或旧市镇、城区）包括：贝纳克和卡兹纳克、卡斯泰尔诺-拉沙佩勒、阿拉斯莱米讷。

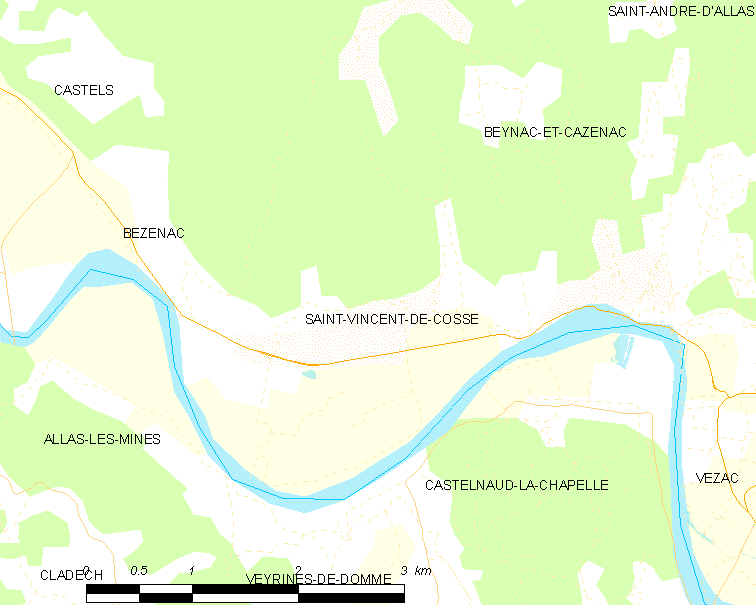
圣樊尚德科斯的OSM定位图

圣樊尚德科斯的时区为UTC+01:00、UTC+02:00（夏令时）。

## 行政
圣樊尚德科斯的邮政编码为24220，INSEE市镇编码为24510。

## 政治
圣樊尚德科斯所属的省级选区为萨拉拉卡内达县。

## 人口

1962-2008年间圣樊尚德科斯人口变化图示

圣樊尚德科斯于2022年1月1日时的人口数量为384人。